# Рафаїл (Турконяк)
Рафаḯл Па́влович Турконя́к (також Раймо́нд (Роман) Павлович Турконя́к) (нар. 7 травня 1949, Манчестер) — архімандрит Української греко-католицької церкви, доктор богослов'я і доктор літургіки, біблійний перекладач, ієромонах Студитського уставу, лауреат Шевченківської премії за переклад Острозької Біблії сучасною українською мовою (2007), почесний професор і завідувач кафедри богослов'я Національного університету «Острозька академія».
Справжнє родинне прізвище — «Торконяк», а «Турконяк» стало результатом помилки в реєстраційних документах батька.

## Біографічні відомості
Народився 7 травня 1949 року в місті Манчестер, в Англії в родині українців Павла Турконяка та Стефанії з роду Сас. Жив за кордоном — у Німеччині, США та Італії. Є громадянином США, живе у Львові.
З 1960 року навчався в Українській папській малій семінарії в Римі. Середню освіту завершив в червні 1966 року, цього ж року вступив до Української папської колегії св. Йосафата в Римі. В цей же час брав студії філософії в Папському Урбаніанському університеті в Римі. В 1968 році отримує ступінь бакалавра філософії. Продовжував вивчати богослов'я у Коледжі св. Патрика в Мейнуті (Ірландія) та на богословському факультеті у Папському Урбаніанському університеті та Українському католицькому університеті св. Климента в Римі. В червні 1972 року закінчив навчання в Папському Урбаніанському університеті в Римі із ступенем магістра богослов'я. Продовжив наукову працю в спеціалізації «літургіка» і отримав ступінь доктора богослов'я Українського католицького університету. В 1977 році одержав ступінь доктора богослов'я після захисту праці під назвою «Поняття Церкви в Мінеях Четіях митр. Дмитра Туптала Ростовського».
В 25 років вступив до монастиря св. Теодора Студита біля Риму, 13 жовтня став новиком, 24 листопада одержав Малу Схиму. 2 квітня 1972 р. одержав ієрейські свячення з рук слуги Божого Йосифа Сліпого та блаженного Василя Величковського.
Впродовж 1972—1976 років обслуговував парохію Української греко-католицької церкви у Крефельді (Німеччина).
У 1975 році Глава Української греко-католицької церкви Йосиф Сліпий доручає перекласти Біблію з слов'янського тексту для вжитку в богослужіннях. В ході праці над перекладом виринула думка, що було б краще вживати тексти першої повної Біблії старослов'янською мовою, яка вийшла друком на українських землях в Острозі 1581 р.
В 1978 році переїхав до Америки і став настоятелем монастиря монахів Студитського уставу в Пассаїку, Нью-Джерсі. Провадив парохії св. Отця Миколая в Пассаїку, Успіння Пресвятої Богородиці у Рутерфорді, Нью-Джерсі до 1990 року.
У 1991 році блаженний кардинал Мирослав-Іван Любачівський запросив о. Рафаїла на посаду віце-канцлера Львівської Архієпархії. Впродовж 1993–1996 років виконував уряд Патріаршого Економа Української греко-католицької церкви. У квітні 1995 року піднесений до гідності архимандрита.
Впродовж 1995–1996 років за дорученням патріарха організував та очолив Київо-Вишгородський Екзархат для Української греко-католицької церкви.
З 1996 року призначений секретарем Патріарха Української греко-католицької церкви блаженнішого кардинала Мирослава-Івана Любачівського.
У грудня 1992 року став членом Українського біблійного товариства і одержав доручення виготовити 4-й повний переклад Святого Письма з давньогрецької мови (завершено в 2007 році), паралельно продовжив працю над критичним виданням Острозької Біблії.

## Творчий доробок
У 2003 році він закінчив унікальний переклад Острозької Біблії сучасною українською мовою, дослідивши всі відомі тексти Святого Письма різними мовами. У 1973 року глава УГКЦ звернувся листом до молодого ще церковнослужителя Рафаїла Турконяка, який вивчав тоді святу науку в Римі, що знав церковнослов'янську, грецьку, латинську, українську та інші мови (Рафаїл знає понад десяток мов), із пропозицією зробити переклад Острозької Біблії сучасною українською мовою. Після деяких вагань (отець Рафаїл вважав себе літургістом, а не перекладачем) він 1975 року все-таки взявся за кропітку й відповідальну працю. Ця праця забрала тридцять років.
Переклад був розпочатий із того, що Турконяк придбав в Оксфорді мікрофільм із текстом Святого Письма Острозької Біблії і почав переписувати старослов'янський текст власноручно у численні зошити. Так само був переписаний і весь грецький текст, після чого створений спеціальний шаблон для зіставлення грецького і церковнослов'янського текстів та перекладу другого українською мовою. На переклад Нового Завіту пішло чотири роки. А потім Рафаїл підрахував: якщо такими темпами рухатися й далі, то не тільки доведеться викласти 60–65 тисяч доларів США на різне канцприладдя, а й треба буде прожити не менше 110 років. Тому на початку 80-х Турконяк купив комп'ютер, швидко його опанував, а з часом став і комп'ютерним програмістом, оскільки необхідних для його діяльності програм тоді не було. При цьому інтенсивність його праці й навантаження на комп'ютери були такими, що вони не витримували і згоряли. Коли ж з'явилися сучасні комп'ютери, він ввів 120 додаткових букв. 1988 року він отримав факсимільне видання Острозької Біблії, видане в Канаді, а коли приїхав 1990 року в Україну (спочатку, на запрошення нині покійного кардинала Мирослава Івана Любачівського, лише на три місяці, що розтяглося на життя у Львові), зміг користуватися й оригінальним виданням Святого Письма, виданим в Острозі, що його має Львівський державний архів. Сьогодні на робочому столі священнослужителя працюють два потужних комп'ютери, а також задіяно всю іншу необхідну апаратуру. На дисплеї в паралельному режимі отець Рафаїл може одночасно працювати з десятьма мовами. У пам'ять комп'ютерів уведено всі можливі тексти Біблії — грецький, латинський, церковнослов'янський, український, на стадії завершення — набір Синодального російського канону. Щоб набирати текст старослов'янською мовою, отець Рафаїл власноручно створив старослов'янський шрифт, вимальовуючи на комп'ютері кожну літеру — велику й малу, кожен значок, властивий цій мові, розміщуючи їх так, як вони були надруковані в Острозькій Біблії. Два роки знадобилося отцю Рафаїлу, щоб перенести в комп'ютер свої початкові записи із зошитів та переклади Нового Завіту.
Архімандрит доктор Турконяк каже:

| «Цей новий, четвертий переклад Святого Письма українською мовою можна назвати новим етапом в історії українських перекладів Біблії. Вперше у нас є український Старий Завіт, перекладений не з єврейської мови, а з грецького тексту сімдесятьох. Це не літературний переклад, а дослівний. Основним для мене було якомога точніше передати оригінальний церковнослов’янський текст Острозької Біблії, що складається з 76 книг. Такого повного списку не має жоден інший переклад». |

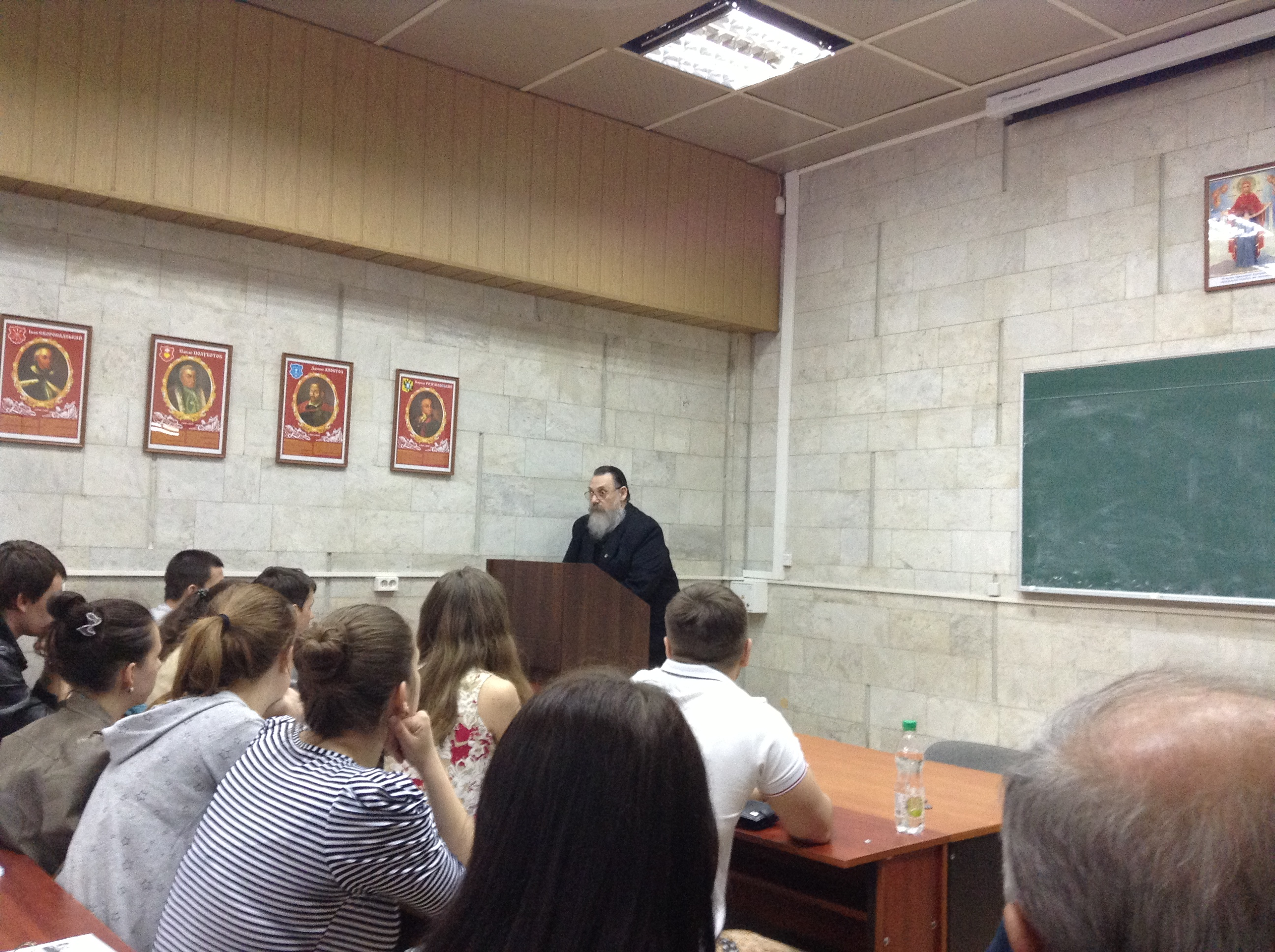
Отець Рафаїл Турконяк на зустрічі у Львівській політехніці 14.05.2013

Рафаїл Турконяк і надалі збирається проживати на історичній батьківщині. Він співпрацює з Українським біблійним товариством (УБТ), підготувавши повне видання Острозької Біблії з перекладом українською мовою, зберігши всі передмови, присвяти, молитви, герб князів Острозьких, що входили в неї 1581 року. Це подарункове видання побачило світ 2006 року, до 425-літнього ювілею від дня виходу Острозької Біблії. Видав за власний кошт Острозьку Біблію власного, оригінального перекладу.
Паралельно і знову з Біблійним товариством він працює над українським літературним перекладом Біблії, перекладом її з грецької мови, а також із латинської українською.
Рафаїль Турконяк головує серед перекладачів УБТ, які працюють над новим українським перекладом Біблії. Новий Заповіт був виданий у 1997 р.; Старий Заповіт очікується видати у 2007 р.

## Вибрані Праці
1. Повний переклад Святого Письма з давньогрецької. — Львів, 2000
2. Новий Заповіт Господа нашого Ісуса Христа. З 4-го повного перекладу Біблії з давньогрецької. — Київ, 2000.
3. Новий Завіт Господа нашого Ісуса Христа. З 4-го повного перекладу Біблії з давньогрецької. — Київ, 2003.
4. Літургія Передшеосвячених дарів в Українській Церкві. — Львів, 2002 Літургія Передшеосвячених дарів в Українській Церкві[недоступне посилання].
5. Серія критичних видань Острозької Біблії з українським перекладом. — Львів, 2003—2005.
6. Повний переклад критичного видання Острозької Біблії — Львів, 2006